# Zoran Dragić
Zoran Dragić (Liubliana, 22 de junio de 1989) es un baloncestista esloveno que juega en el Bilbao Basket de la Liga ACB española. Mide 1,96 metros de altura. Juega además en la selección de baloncesto de Eslovenia.
Tiene un hermano mayor también baloncestista, Goran Dragić (n. 1986).

## Trayectoria
Comenzó su carrera profesional en el KD Ilirija en 2004 y la siguiente temporada en el Janče STZ.
De 2006 a 2010 jugó en el Geoplin Slovan de Liubliana.
En octubre de 2010, firmó con el KK Krka de Novo Mesto.
En 2012 Zoran jugó para los Houston Rockets en la NBA Summer League antes de firmar un contrato de dos años con el Unicaja Málaga de la Liga ACB. A partir de 2012, el jugador forma parte del Unicaja Málaga. 
En agosto de 2014, extendió su contrato con el Unicaja por dos años más. Pero en septiembre de 2014, rescinde su contrato con el Unicaja Málaga pagando su cláusula de 750.000 euros para firmar contrato con los Phoenix Suns de la NBA.
El 19 de febrero de 2015, fue traspasado a los Miami Heat en un acuerdo entre tres equipos que involucró a los Phoenix Suns y los New Orleans Pelicans, en donde coincidió nuevamente con su hermano Goran en el equipo, pues ya habían coincidido en Phoenix. En su primer y único año NBA, comenzó en los Phoenix Suns, donde promedió 1 punto por partido, y posteriormente se fue a los Miami Heat, donde aportó 2,2 puntos.
En 2015 el Khimki Moscú anunció de forma oficial el fichaje del jugador por dos temporadas, por lo que tras un año en la NBA el esloveno vuelve a Europa de la mano del equipo ruso.
El 30 de octubre de 2021, firma por el BC Žalgiris de la LKL lituana.
El 31 de diciembre de 2021, finaliza su contrato con BC Žalgiris.
El 10 de enero de 2022, firma por el Cedevita Olimpija Ljubljana de la 1. A slovenska košarkarska liga.
El 4 de agosto de 2024, firma por el Bilbao Basket de la Liga ACB española, con el que gana la FIBA Europe Cup de esa temporada.

## Selección nacional
Ha participado en los Eurobaskets de 2011, 2013 y 2015 y en el Mundial de 2014. Una lesión le impidió jugar en el Eurobasket 2017, el mayor éxito del baloncesto de Eslovenia hasta la fecha.
En verano de 2021, fue parte de la selección absoluta eslovena que participó en los Juegos Olímpicos de Tokio 2020, que quedó en cuarto lugar. 
En septiembre de 2022 disputó con el combinado absoluto esloveno el EuroBasket 2022, finalizando en sexta posición.
Durante agosto y septiembre de 2023 fue integrante de la selección de Eslovenia que participó en el Mundial de 2023 celebrado en Asia, y que finalizó en séptimo lugar.

## Estadísticas de su carrera en la NBA

### Temporada regular
| Año     | Equipo  | PJ | PT | MPP | %TC  | %3P  | %TL  | RPP | APP | ROB | TPP | PPP |
| ------- | ------- | -- | -- | --- | ---- | ---- | ---- | --- | --- | --- | --- | --- |
| 2014-15 | Phoenix | 6  | 0  | 2.2 | .250 | .000 | .667 | .5  | .2  | .0  | .0  | 1.0 |
| 2014-15 | Miami   | 10 | 1  | 6.2 | .409 | .333 | .500 | .5  | .4  | .2  | .0  | 2.2 |
| Total   | Total   | 16 | 1  | 4.7 | .367 | .214 | .600 | .5  | .3  | .1  | .0  | 1.8 |

## Vida personal
Su hermano mayor Goran Dragić fue traspasado junto a él a Miami Heat; los dos llegaron desde los Phoenix Suns.

## Logros y reconocimientos

### Clubes
KK Krna
Liga de Eslovenia (2) 2013, 2014
Supercopa de baloncesto de Eslovenia (1) 2013
Copa de baloncesto de Eslovenia (1) 2014
Olimpia Milano
Copa de baloncesto de Italia (1) 2017
Anadolu Efes
Copa del Presidente de Turquía (1) 2018
Copa de baloncesto de Turquía (1) 2018
Bilbao Basket
FIBA Europe Cup (1): 2025.